# San Francisco, Copala
San Francisco är en ort i Mexiko.   Den ligger i kommunen Copala och delstaten Guerrero, i den södra delen av landet, 300 km söder om huvudstaden Mexico City. San Francisco ligger 27 meter över havet och antalet invånare är 293.
Terrängen runt San Francisco är platt åt sydväst, men åt nordost är den kuperad. Runt San Francisco är det ganska tätbefolkat, med 54 invånare per kvadratkilometer. Närmaste större samhälle är Copala, 2,2 km öster om San Francisco. Omgivningarna runt San Francisco är en mosaik av jordbruksmark och naturlig växtlighet.